# Conditori Nordpolen
Conditori Nordpolen är ett konditori i Vara i Västergötland i sydvästra Sverige. Konditoriet grundades 1903 av systrarna Alma och Alvida Jansson.
Conditori Nordpolen har enligt legenden fått sitt namn från när Salomon August Andrée landade på Varaslätten  med luftballong den 14 juli 1894. Han hade startat från Göteborg tidigare samma dag och gjorde tester inför sin polarexpedition. Inne i konditoriet finns en gammal väggmålning föreställande Nordpolen med bland annat en igloo, eskimåer och en zeppelinare. Troligare är dock att konditoriet lånade sitt namn från Bryggeri Nordpolen, som låg på Torggatan och hade öppnat ett par år tidigare. Bryggeriet hade valt sitt namn för att betona att man sålde kylda drycker. Ägaren av bryggeriet och ägaren av konditoriet var syskon. 
Konditoriet och dess innehavare, konditor Stig Larsson, belönades i januari 2009 med Gastronomiska akademins diplom "för ett känsligt bevarande av 100-åriga traditioner i både miljö och sortiment". Akademins vänförening beskriver konditoriet som "ett av den dryga handfull kulturhistoriskt intressanta kaféer och konditorier som finns kvar i Sverige".